# Chąśno
Chąśno (do 31 grudnia 1991 Chąśno Nowe) – wieś w Polsce położona w województwie łódzkim, w powiecie łowickim, w gminie Chąśno.
Miejscowość jest siedzibą gminy Chąśno.
| SIMC    | Nazwa   | Rodzaj    |
| ------- | ------- | --------- |
| 1039323 | Parcela | część wsi |

Wieś duchowna Chążno położona była w drugiej połowie XVI wieku w powiecie gąbińskim ziemi gostynińskiej województwa rawskiego. Była wsią klucza łowickiego arcybiskupów gnieźnieńskich. Do 1953 roku miejscowość była siedzibą gminy Jeziorko. W latach 1954–1972 wieś należała i była siedzibą władz gromady Chąśno. W latach 1975–1998 miejscowość administracyjnie należała do województwa skierniewickiego.